# Ptychopseustis conisphoralis
Ptychopseustis conisphoralis là một loài bướm đêm trong họ Crambidae.